# Григорян Берсабе Олександрівна
Берсабе Олександрівна Григорян (1916, село Муслугі, тепер Вірменія — 2004, місто Єреван, Вірменія) — вірменська радянська діячка, секретар ЦК КП Вірменії. Депутат Верховної ради СРСР 3-го скликання.

## Життєпис
Закінчила технікум. Працювала на будівництві заводу.
Навчалася на хімічному факультеті Єреванського політехнічного інституту.
З 1937 по 1940 рік працювала на Єреванському заводі синтетичного каучуку імені С. М. Кірова та у Державному плановому комітеті при Раді народних комісарів Вірменської РСР. Член ВКП(б).
У 1940—1943 роках — інструктор відділу хімічної промисловості ЦК КП(б) Вірменії, завідувач промислово-транспортного відділу ЦК КП(б) Вірменії. З 1943 року — заступник завідувача промислово-транспортного відділу ЦК КП(б) Вірменії.
У 1947 — липні 1950 року — 1-й секретар Сталінського районного комітету КП(б) Вірменії міста Єревана.
5 липня 1950 — 30 листопада 1953 року — секретар ЦК КП(б) Вірменії.
Одночасно з 1950 по 1977 рік — член Комітету радянських жінок.
У 1954—1958 роках — заступник голови Державного планового комітету Ради міністрів Вірменської РСР.
У 1958—1967 роках — голова Вірменського республіканського товариства дружби та культурних зв'язків із зарубіжними країнами.
У 1967—1982 роках — заступник міністра місцевої промисловості Вірменської РСР.
З 1982 року — персональний пенсіонер у Єревані.
Померла 2004 року в місті Єревані. 

## Нагороди і звання
- орден «Знак Пошани» (7.03.1960)
- медалі